# Sougé, Indre

Sougé este o comună în departamentul Indre, Franța. În 1 ianuarie 2022 avea o populație de 146 de locuitori.